# The Division Bell
The Division Bell este un album de studio al trupei Pink Floyd, lansat în 1994, al doilea album al formației fără Roger Waters. A fost înregistrat la diferite studiouri printre care și cel de pe vasul cântărețului/chitaristului David Gilmour, numit The Astoria. A atins locul 1 în Marea Britanie și a debutat în fruntea topului american al albumelor Billboard 200 în aprilie 1994 staționând pe prima poziție pentru patru săptămâni. Precedentul album Pink Floyd, A Momentary Lapse of Reason s-a clasat doar pe locul 3. The Division Bell a fost creditat cu disc de aur, platină, dublu disc de platină în SUA în iunie 1994 și cu triplu disc de platină în ianuarie 1999. Lansarea albumului a fost acompaniată de un turneu de succes surprins pe albumul P.U.L.S.E., lansat după un an.

## Lista pieselor
1. "Cluster One" (David Gilmour, Richard Wright) (5:58)
2. "What Do You Want from Me?" (Gilmour, Wright) (4:21)
3. "Poles Apart" (Gilmour) (7:04)
4. "Marooned" (Gilmour, Wright) (5:29)
5. "A Great Day for Freedom" (Gilmour) (4:17)
6. "Wearing The Inside Out" (Wright) (6:49)
7. "Take It Back" (Gilmour, Bob Ezrin) (6:12)
8. "Coming Back to Life" (Gilmour) (6:19)
9. "Keep Talking" (Gilmour, Wright) (6:11)
10. "Lost for Words" (Gilmour) (5:14)
11. "High Hopes" (Gilmour) (8:32)

## Single-uri
- "Take It Back" (1994)
- "High Hopes" (1994)

## Componență
- David Gilmour - voce, chitare, chitară bas, claviaturi, producție, mixaj
- Nick Mason - baterie, percuție
- Richard Wright - claviaturi, pian, voce